# Los gamberros
Los gamberros est une bande dessinée espagnole illustrée par Francisco Ibáñez, appartenant à la franchise Mortadel et Filémon, éditée en 1978.

## Synopsis
La H.I.G.A. (Hermandad Insoportable de Gamberros Arrejuntados) est un nouveau groupe de voyous qui se consacre à semer le chaos dans les institutions du pays. Mortadel et Filémon doivent les arrêter.

## Adaptation
La bande dessinée est adaptée dans son intégralité dans l'épisode de la série télévisée homonyme, sous le titre Le Cas des voyous.